# 天主教弗利-貝爾蒂諾羅教區
天主教弗利-貝爾蒂諾羅教區（拉丁語：Dioecesis Foroliviensis-Brittinoriensis），是義大利一個天主教教區。屬拉韋納-切爾維亞總教區。
教區橫跨費利-切塞納省和拉韋納省，教座位於弗利。現任教區為主教為理諾·皮齊。2006年有教友169,700人，佔總人口95.6%。有128個堂區、司鐸146位。

## 歷史
費利教區傳統上被認為成立於2世紀，但第一位有文獻記載的主教出現於7世紀中。教區一直由拉韋納總教區管轄。
貝爾蒂諾羅教區成立於1306年。教區在1803年、拿破崙時期被解散，1817年恢復。1824年8月28日至1872年間教區與薩爾西納教區合併。
1976年6月9日起切塞納和薩爾西納兩教區由同一主教牧養。1986年9月30日兩個教區合併，成立新的教區並易名至今。